# Marites Javier
Marites Javier (23 de julio de 1974) es una deportista filipina que compitió en taekwondo. Ganó dos medallas de bronce en el Campeonato Asiático de Taekwondo en los años 1994 y 1996.

## Palmarés internacional
| Campeonato Asiático | Campeonato Asiático   | Campeonato Asiático | Campeonato Asiático |
| Año                 | Lugar                 | Medalla             | Categoría           |
| ------------------- | --------------------- | ------------------- | ------------------- |
| 1994                | Manila ()             | Medalla de bronce   | –70 kg              |
| 1996                | Melbourne (Australia) | Medalla de bronce   | –70 kg              |